# Atelopus longirostris
Atelopus longirostris е изчезнал вид земноводно от семейство Крастави жаби (Bufonidae).

## Разпространение
Видът е бил разпространен само в северен Еквадор.